# East Calder
East Calder è una località della Scozia, situata nell'area di consiglio del Lothian Occidentale.